# 608 Adolfine
A 608 Adolfine egy a Naprendszer kisbolygói közül, amit August Kopff fedezett fel 1906. szeptember 18-án. Nevét Jenny Adolfine Kesslerről, a felfedező egy barátjáról kapta.